# Павел (Васильев)
Епископ Павел (Васильев; XVII век, Вологда — 5 (16) ноября 1725) — епископ Русской православной церкви, епископ Вологодский и Белозерский.

## Биография
Родился в городе Вологде.
Был иеромонахом основанного в 1713 году Александро-Невского монастыря.
29 января 1716 года рукоположен во епископа Вологодского и Белозерского в Санкт-Петербурге. В 1722 году находился в Санкт-Петербурге, куда был вызван на год на чреду священнослужения.
Крестил дочь Петра I Елизавету, благословил его, по сути дела, незаконный брак с Екатериной. За все это Пётр весьма благоволил к вологодскому епископу и щедро его одаривал.
Скончался 5 ноября 1725 года. Погребён в Вологодском Софийском кафедральном соборе.